# 구수환
구수환(1959년 ~ )은 대한민국의 프로듀서 겸 영화감독이다.

## 학력
- 대전삼성초등학교 졸업
- 대전동산중학교 졸업
- 보문고등학교 졸업
- 한남대학교 생물학과 졸업
- 연세대학교 언론홍보대학원 저널리즘학 석사

## 경력
- KBS 추적60분, 일요스페셜PD
- KBS 추적60분 책임PD 및 MC(2004-2008)
- KBS 스페셜PD
- 구수환PD 저널리즘스쿨대표
- 사단법인 이태석재단 이사장

## 대표 프로그램
- 추적60분 (2004-2008)
- KBS 스페셜
  - 스웨덴 정치를 만나다 (2015)
  - 행복의나라 덴마크 정치를 만나다 (2016)
  - 행복한 국가를 만든 리더십 (2017)
  - 울지마 톤즈 (2010)
  - 독점공개 공옥진 누가 나의슬픔을 놀아주랴 (2009)
  - 종군기자 그들이말한다 (2004)
  - 최초 공개 세계 최대 마약 지대 골든 트라이 앵글이 한국을 노린다 (1999)
- 영화
  - 울지마 톤즈 (2010)
  - 부활 (2020)

## 수상 경력
- 최재형상 대상 (2023)
- 도산인상 사회통합상 (2021)
- 서재필 언론사상 (2011)
- 휴스턴 국제영화제 다큐 대상 (2011)
- PRIX ITALIA TV 다큐멘터리 특별상 (2011)
- 방송대상 사회부문상 (2011)
- 영화기자가 뽑은 최고의 독립영화상 (2011)
- 가톨릭 매스컴대상 (2010)
- 방송대상 보도부문상 (1996)

## 저서
- 우리는 이태석입니다 (2022)
- 울지마톤즈 그후 선물 (2012)
- 대한민국 신 국부론 중국속으로 (2015)
- 당신의 아이는 안전합니까 (2007)